# Полонщина в 1917-1921 роках

## Національна революція на Полонщині

### Центральна Рада
Лютнева революція в Петрограді призвела до створення на місцях численних громадських організацій. У Полонному були створені громадський виконавчий комітет замість колишнього волосного правління як орган виконавчої влади Тимчасового уряду та рада робітничих депутатів. Водночас на підприємствах міста — керамічному і фаянсовому заводах, Понінківській паперовій фабриці створюються профспілкові організації, обираються фабрично-заводські комітети, головною метою діяльності яких було запровадження восьмигодинного робочого дня, підвищення заробітної плати та поліпшення умов праці.
Полонне розташовувалось в прифронтовій смузі російсько-австрійського фронту, і тут перебувала значна кількість військ, які підбурювали місцевих селян рубати державні та поміщицькі ліси, грабували панські економії, заводи і фабрики. В кінці вересня на початку жовтня 1917 року солдати 259-го російського полку вчинили в Полонному декілька єврейських погромів через низький рівень постачання та зростання цін на продовольства, а також відсутність тютюну, зростання цін на продукти. Для охорони Полонного були викликанні ескадрони уланів.
Після проголошення Центральною радою ІІІ універсалом Української Народної Республіки в Полонному та найближчих селах (Кустівці, Лабунь, Воробіївка, Великі Деревичі)були створені народні управи, які від імені Центральної Ради взяли на себе обов'язки виконавчої влади. Полонська народна управа взяла під контроль продовольче постачання міста, рух на залізниці, телеграф і поштовий зв'язок, місцевий банк. Проти цього виступили більшовики і контрольовані ними ради робітничих та солдатських депутатів, які починають запеклу боротьбу з місцевою українською адміністрацією. На початку грудня в Полонне для підтримки національної влади вступають гайдамацькі полки і частини вільного козацтва, що наступили з Бердичева, їм вдалося заарештувати більшовицьке керівництво місцевої ради.
Особливо запеклою була збройна боротьба за Полонне у 1918—1920 роках. Містечко, яке нараховувало в той час майже 17 тисяч жителів, було значним пунктом південно-східної Волині на важливому залізничному шляху Шепетівка — Бердичів — Козятин. Цій магістралі судилося відіграти неабияку роль у армійських комунікаціях, що проходили, з одного боку, в західну Волинь, а з другого — на Київ і в центральну частину України. Контроль над цією залізницею давав змогу оперативно впливати на зміну співвідношення сил в регіоні.
У січні 1918 року командування 7-ї та 11-ї армій Південно-Західного Фронту, що перейшли на бік радянської влади, розробили план по захопленню району Старокостянтинів — Полонне — Шепетівка. Скориставшись слабкістю народних управ і не зустрічаючи серйозного опору, червоноармійці зайняли Кустівці, Лабунь і ввійшли в Полонне та Понінку. Тепер більшовикам при підтримці солдатів вдалося встановити радянську владу, яка протрималась, однак, недовго — вже 25 лютого 1-й та 2-й Запорізькі курені Запорізької бригади вели наступ з Шепетівки на Бердичів, звільнивши по дорозі Полонне від більшовиків.
Після укладення Берестейського миру між УНР І Центральними державами в Україну рушили австро-німецькі війська. В кінці лютого 1918 року вони без бою заволоділи Полонним і залишили тут невеликий гарнізон, який пробув майже до кінця року. Встановлюється жорсткий окупаційним режим. Кайзерівці проводять реквізиції у селянських господарствах продовольства, коней, великої рогатої худоби. Усіх, хто чинив опір новому режиму, вивозили до Шепетівки, де засідав військово-польовий суд.

### Гетьманат
Після розпуску в квітні 1918 року Центральної Ради і встановлення гетьманату Павла Скоропадського, на Полонщині були ліквідовані народні управи, земельні комітети. Прибічники гетьмана обирали волосних і сільських старост, призначали начальників «державної варти», які виконували поліцейські функції. Відновлювалося поміщицьке землеволодіння. Так, у червні 1918 року в одному з наказів новоград-волинського повітового старости говорилося: «Весь живий і мертвий реманент, вирубаний ліс і взагалі майно приватних власників, яким воно не було б негайно повернути власникам. Замість майна, яке знищене, або не може бути знайдене, власники мають право одержати з винних справжню вартість цього майна грішми».
Окупаційна влада та гетьманський уряд докладати зусилля, щоб забезпечити робочою силою відновлені поміщицькі господарства. Проте селяни відмовлялися примусово працювати на землевласників. До новоград-волинського повітого старости надходили численні донесення з Кустовецької і Лабунської волостей про масові страйки селян, про небажання їх трудитися на бурякових плантаціях, що належали власникам Новоселицького цукрового заводу. У жовтні 1918 року в районі Полонного був створений партизанський загін, який влаштовував диверсії на залізниці.
Населення краю, сподіваючись на швидкі та радикальні перетворення, розчарувалося в політиці Павла Скоропадського. А з поразкою Німеччини у Першій світовій війні в листопаді 1918 року, ворожий гарнізон залишає Полонне.

### Директорія УНР
Після цього в нашому краї встановлюється влада Директорії УНР на чолі з Симоном Петлюрою, який приїжджав до Полонного. Він виступав тут з промовою. Відновлюють свою діяльність волосні й сільські народні управи. Проте міцно утвердитися нова українська влада не змогла. В лютому 1919 року місцеві більшовики, виконуючи вказівки більшовицького уряду в Москві починають підготовку до збройного повстання проти Директорії. Підпільний більшовицький ревком в Полонному очолив учитель Арон Кац. Однак невдовзі ревком був викритий і знешкоджений прибічниками Директорії.
Ранньою весною 1919 року Полонне опинилося в районі бойових дій радянських військ Київського напрямку з армією УНР. Для охорони залізниці в місто прибуває 5-й полк Січових Стрільців. Протягом квітня Полонне декілька разів переходить з рук в руки. У  квітні 1919 року в районі Полонне розгорнулися жорстокі бої, в яких брав участь знаменитий панцерник "Стрілець" Загонам січових стрільців не вдалося закріпитися в цьому районі. Наприкінці квітня 1919 року містечко займають червоноармійці. Тут розмістився штаб 2-ї Української радянської дивізії, якою командував І. Ленговський. Тепер радянська влада протримався майже чотири місяці. За цей час були створені волосні і сільські ревкоми як тимчасові органи місцевої влади, згодом відбулися вибори до рад робітничих, селянських і червоноармійських депутатів. У селах комітети бідноти починають перерозподіл земель.
У липні 1919 року на допомогу збройним силам УНР прийшла Українська Галицька Армія (УГА) з-за Збруча. Розпочався об'єднаний наступ військ УНР та ЗУНР на Київ. Ця операція стала тріумфом української зброї. В районі Полонного північній групі УГА (Другий корпус УГА, якому підпорядковувався корпус УСС) під командуванням полковника А.Вольфа протистояла 44-а стрілецька радянська дивізія, якою командував М.Щорс. Наступальна акція групи Вольфа розпочалась 13 серпня. Надвечір 15 серпня галицькі бригади увійшли до Лабуня і Сульжина. В районі маршу галицьких підрозділів оперували повстанські загони Соколовського та Мордалевича, що полегшувало для УГА ведення наступальних дій. 16 серпня частини 7-ї бригади галичан, після успішного бою, вступили в Полонне. Тут в полон попали майже 400 червоноармійців, трофеями стали 25 кулеметів. На деякий час в місті розмістився штаб корпусу УГА. Через три дні галичани повністю взяли під свій контроль залізницю Шепетівка-Полонне-Козятин.

Вищим органом самоврядування того часу в містечках були зібрання (віча), які вирішували різні питання життя громади. Ось що повідомляє про сільські зібрання преса:
«14—22 серпня (1919 р.) в зайнятій частині Волині скликані віча в … Бутівцях, Грицеві, Лабуні, Любарі (два віча) … Населення радісно слухало промови. Більшовиків ненавидять. В Лабуні на вічі … 600 осіб. Доповідачі: … населення хвилюється, оскільки поміщицькі посіпаки описують, хто із селян засіяв поміщицькі землі і лякають, що повернуть поміщикам. Один з промовців: … український уряд має видати декрет про те, що вінчати, давати розлучення мають право священники, а не волосна управа …».
Під час віч піднімалися досить актуальні для того часу питання про боротьбу з епідемічними хворобами, зокрема тифом, Полонська управа порушила клопотання про відкриття земської лікарні, куди б сільські старости волості могли б привозити хворих.
Вельми складною для долі Української революції була єврейська проблема. В 133 містечках Волині євреї становили 49,3 %. Так, в Полонному в кін. XIX ст. проживало 16 228 осіб, з них євреїв — 7910.
Не могла не відбитися на свідомості українських селян масова участь євреїв в більшовицькому русі. Зокрема, євреї становили 1/3 червоноармійців караульної команди при військовому комісаріаті Полонного, з 7 співробітників цього ж комісаріату 4 були євреями. До того ж, євреї неохоче підтримували мобілізаційні заходи української влади. Тому досить часто містечкові погроми відбувалися під гаслом боротьби з «більшовицько-жидівськими бандами». Мав місце погром і в Полонному. 
Невдовзі військово-стратегічне становище на Волині змінилося. Українські УГА та УСС все більше втрачали боєздатність через фізичні жертви, масові хвороби (епідемія), дефіцит одягу і боєприпасів. Після того, як вони залишили Житомир і Новоград-Волинський, корпус Січових Стрільців отримав завдання утримати Шепетівсько-Полонський район. 23 вересня 1919 року 1-ша дивізія УСС відійшла до Полонного, а в середині жовтня вона за наказом штабу Головного отамана була відправлена до Жмеринки. У місті залишається незначна кількість українських стрільців.
В кінці 1919 року на території Волині й Поділля вступає стотисячна армія польського генерала Юзефа Галлера. У листопаді вона бере під свій контроль і Полонне, якен до кінця квітня 1920 року перетворюється у прифронтове місто. Смуга радянсько-польського фронту проходила майже поруч — по лінії Новоград-Волинський — Миропіль- Стара Синява.
На Полонщині встановлюється польська військова влада, проводиться ліквідація всіх адміністративних органів попередніх режимів. Замість них починають діяти польські комендатури у Полонному, Лабуні, Кустівцях і Деревичах, яким підпорядковувались сотиси (старости) сіл.
Польські власті ввели численні податки і повинності. На жителів Полонного було накладено контрибуцію в розмірі 2,5 млн злотих. Селяни вносили плату за користування польовими наділами, сіножаттями, пасовищами, шляхами, мостами, за дозвіл утримувати худобу і птицю. Особливо важкою була гужова повинність.
Після початку радянсько-польської війни у квітні 1920 року життя на Полонській землі знову попало у воєнну стихію. На схід Полонного почалися запеклі бої поляків з радянською бригадою 44-ї стрілецької дивізії Південно-Західного фронту. Зазначивши значних втрат, бригада відійшла в район Білої Церкви. У червні 1920 р. коли радянські війська перейшла в контрнаступ, польське командування створило в районі Полонного-Новоград-Волинська міцний оборонний рубіж, його захищала армійська група на чолі з генералом Ромером (24 тисячі багнетів і шабель, 360 кулеметів, 60 гармат). Однак 28 червня червоноармійці форсували річку Случ біля Мирополя і розгорнули наступ з обох боків залізниці Миропіль-Полонне-Шепетівка. Наступного дня в Полонне увійшов 401-й полк 45-ї стрілецької дивізії, якою командував Й.Якір. Інші радянські частини заволоділи Понінкою і Буртином, Великими і Малими Каленичами. Спроби поляків пробитися до Полонного через Лабунь успіху не принесли.
Одночасно в південній частині Полонщини розгорнула наступ кавалерійська бригада Г.Котовського. Біля Воробіївки вона, розвиваючи наступ, наздогнала велику колону польських військ та обози, розгромила ворога, захопила багато полонених і близько ста підвід з військовим спорядженням. На звільненій території відновлюється радянська влада, в Полонному створено волосний ревком на чолі з командиром Червоної Армії П.Макаровим. В вересні 1920 року червоноармійцями був вчинений черговий жидівський погром.
Згодом війна знову повернулася на південний схід Волині. Радянські війська, які в серпні 1920 р. зазнали поразки на Віслі і в Галичині, здавали позиції, відступаючи на схід. На два місяці Полонне знову переходить під владу польської військової влади. Та у жовтні 1920 р. Польща пішла на перемир'я з радянським урядом у Москві і почала виводити свої збройні сили за Збруч і Горинь. Залізницею Бердичів — Полонне — Рівне польські війська поверталися додому. Однак опір встановленню радянської влади на Полонщині продовжували чинити війська 3-ї російської білогвардійської армії, зокрема донські та кубанські козаки. 21 листопада 1920 р. радянські частини, вдаривши по них, займають Полонне, Понінку, Буртин і села Лабунської, Деревицької та Кустовецької волостей.

### Боротьба з більшовицьким режимом
Ці події завершили смугу кровопролитних боїв різних військових формувань на території Полонського краю і призвели до утвердження тут більшовицького режиму з його надзвичайними органами і продзагонами. Але навіть використання таких крайніх заходів не призвело до повного контролю більшовиків над селами Полонщини. Велика кількість селянства, особливо заможного, що лишалася запеклим ворогом нового режиму, продовжувала вперту, хоча й неузгоджену, партизанську війну з більшовиками. Повстанські загони нападали на радянські установи, громили продзагони, вбивали більшовицьких активістів.
У листопаді 1921 року на допомогу повстанцям вирушають з території Польщі учасники Другого Зимового походу української визвольної армії, якою командував генерал-хорунжий Юрко Тютюнник. У складі Волинської групи цього формування діяв окремий партизанський відділ поручника Гопанчука. Він отримав завдання наступати у напрямку Шепетівка-Полонне. Підійшовши до Полонного, відділ підіймає на боротьбу за українську державність селян, які поповнили його ряди. Напад на місто був успішним- захопивши тут кінське депо та червоні обози, партизанський відділ зразу ж переформовується на кінну частину. З Полонного вона вирушає у північно-східному напрямку і чинить вдалий наскок на м. Брусилів. Однак в цілому цей рейд зазнав невдачі і завершився трагічним розстрілом повстанців під містечком Базар. А на Полонщинні антибільшовицькі виступи придушуються озброєними загонами ЧОП (частини особливого призначення) у складі комуністів та комсомольців. Так було покінчено з антибільшовицьким національно-визвольним рухом на території нашого краю.